# Dr. Know
I Dr. Know o Doctor Know sono un gruppo hardcore punk appartenente alla scena nardcore e in seguito trasferitosi a Los Angeles.

## Storia
La band fu fondata da Kyle Toucher, Ismael Hernandez, Robin Cartwright e Joey Pina all'inizio del 1981 a Oxnard. Dopo aver cambiato cantante per varie volte nell'arco di poche settimane, fu ingaggiato Brandon Cruz, allora frontman dei The Eddys che erano sul punto di sciogliersi.
In breve il complesso fu scosso da crescenti conflitti interni che culminarono nell'abbandono di Cruz nel 1983, e nell'abbandono di Toucher, che voleva essere la voce principale, proprio mentre la band stava registrando Plug In Jesus per la Mystic Records. Parecchi altri album seguenti, inclusi l'EP Burn, This Island Earth e Wreckage in Flesh furono in seguito pubblicati con la Death Records/Metal Blade, cosa che segnala uno spostamento nelle loro sonorità verso l'heavy metal. Per This Island Earth la formazione era composta dal fondatore Kyle Toucher (voce/chitarra), Rik Heller (batteria) e Ismael Hernandez (basso).
Prima di un tour americano per This Island Earth con la band scozzese street punk The Exploited, Ismael Hernández lasciò la band e fu rimpiazzato da ex componenti degli Stäläg 13, il bassista Tony Black e il secondo chitarrista Tim Harkins.
Dopo un altro breve tour negli USA e un tentativo di scrivere un nuovo album, Rick Heller abbandonò il gruppo, prima di andare in Scozia, dove si unì ai The Exploited. Il batterista Larry White terminò la scrittura dei testi e iniziò a registrare quello che sarebbe diventato Wreckage in Flesh. Durante questo periodo Tony Black fu sostituito da Mike Purdy e l'album fu terminato nell'aprile del 1988. Seguirono due tour per pubblicizzare l'album, con band come Circle Jerks, D.R.I., Murphy's Law, 7 Seconds, Forbidden, Vio-lence, Holly Terror e Metal Church.
I Dr. Know si sciolsero nel 1991 per seguire altri progetti. Più tardi gli Slayer realizzarono una reinterpretazione del brano scritto da Toucher, Mr. Freeze nel loro album di cover Undisputed Attitude.
Nel 1998 il gruppo si riunì con i due componenti originali Cruz e Hernandez e in quello stesso anno Piece of Meat, scritta da Toucher and Cruz, apparve in un episodio di South Park intitolato Clubhouse, della seconda stagione del 1998. L'anno successivo la band firmò con la Hello Records.
Nel settembre 2001 i Doctor Know partirono per un tour con i riuniti Dead Kennedys che durò fino all'aprile 2003. I Dr. Know riuscirono a registrare un LP, dal titolo Father, Son, and Holy Shit! e fecero un tour sulla costa occidentale degli USA con Stäläg 13 e Ill Repute.
Nel settembre 2005, I Dr. Know suonarono un benefit per il CBGB, e donarono la loro parte di profitto alla Croce Rossa per le vittime di Katrina. Suonarono anche un concerto gratis al Manhattan's Tompkins Square Park con Test Specimen, Rabia, Team Spider, Choking Victim e M.D.C. l'11 settembre 2005.
Nel 2009, dopo la pubblicazione dell'album Killing for God, il gruppo partì per un tour che toccò sia gli USA sia l'Europa.

## Formazione

### Formazione attuale
- Brandon Cruz - voce
- Ismael Hernández - basso
- Steve Contreras - chitarra
- Rick Contreras - batteria

### Ex componenti
- Kyle Toucher
- Robin Cartwright
- Craig Mendez
- Eric Vasquez

L'ex voce principale/compositore Kyle Toucher lavora adesso come tecnico di effetti speciali per gli Zoic Studios a Los Angeles. Ha lavorato in serie TV come Battlestar Galactica e Star Trek Voyager e in film come Serenity e Van Helsing. Toucher ha anche vinto due Emmy.
L'ex prima chitarra/compositore Tim Harkins vive a Los Angeles e registra e mixa vari artisti. Alcuni degli artisti con cui ha lavorato sono Korn, Jerry Cantrell degli Alice in Chains, Ozzy Osbourne, Black Sabbath, Enhancer, Rage Against the Machine, Lo-Pro, Outkast, MARZ, Good Charlotte, e Queens of the Stone Age.

## Discografia

### Album in studio
- 1984 - Plug-in Jesus, (Mystic Records)
- 1985 - Dr. Know, (Mystic Records)
- 1986 - The Island Earth, (Mystic Records)
- 1987 - The Original Group, (Mystic Records)
- 1988 - Wreckage in Flesh, (Death Records)
- 2000 - Father, Son, and Holy Shit
- 2001 - Habily: What Was Old is New, (Cleopatra Records)
- 2008 - Killing For God, (Unrest Records)

### EP
- 1985 - Burn, (Mystic Records)
- 1988 - The Original Group..., (Super Seven Records)

### Raccolte
- 1995 - Best of Dr. Know, (Mystic Records)
- 2008 - Plug-In Jesus And Burn Valu Pak, (Mystic Records)

### Apparizioni in compilation
- 1983 - We Got Power, Party or Go Home,
- 1983 - It Came From Slimy Valley
- 1984 - We Got Power, Vol. 2: Party Animal
- 1983 - Covers
- 1983 - Mystic Super Seven Sampler #1
- 1984 - Nardcore
- 2001 - A Punk Tribute to Metallica
- 2005 - Welcome to the Neighborhood